# Економіка Лесото
Лесото — аграрна країна. Її економіка перебуває у повній залежності від ПАР.

## Сільське господарство
У сільському господарстві зайнято 86% працездатного населення, воно дає 18,2% ВВП. Вирощуються кукурудза (150 тис. т), картопля (90 тис. т), сорго (46 тис. т) і тверда пшениця (51 тис. т), а також кавуни, боби, горох і овочі (18 тис. т).

## Промисловість
У промисловості зайнято 14% працездатного населення, вона дає 40,8% ВВП. Працюють текстильні підприємства (20% ВВП), заводи з переробки сільськогосподарської сировини, завод із складання телевізійної техніки. Ведеться видобуток алмазів.

## Транспорт
Аеропорти
- Всього — 28, в тому числі:
  - З твердим покриттям — 3
  - Без твердого покриття — 25

Автомобільні дороги
- Всього — 5940 км, у тому числі:
  - З твердим покриттям — 1087 км
  - Без твердого покриття — 4853 км

## Торгівля
- Експорт: 752 млн $
- Товари експорту: одяг, продовольство, худобу
- Партнери по експорту: Гонконг, Китай, Німеччина, Південна Корея
- Імпорт: 1361 млн $
- Товари імпорту: продовольство, машини, медикаменти, паливо
- Партнери по імпорту: Бразилія, Швеція, Італія